# Gare de Sumiyoshi (JR West)
La gare de Sumiyoshi (住吉駅, Sumiyoshi-eki) est une gare ferroviaire localisée dans la ville de Kôbe, dans la Préfecture de Hyōgo au Japon. La gare est exploitée par la compagnie JR West, sur la Ligne principale Tōkaidō(ligne JR Kôbe). L’utilisation de la carte ICOCA est valable dans cette gare.

## Disposition des quais
La gare de Sumiyoshi est une gare disposant de deux quais et de quatre voies.
| N° de voie | Ligne    | Direction             |
| ---------- | -------- | --------------------- |
| 1          | ▆JR Kôbe | Amagasaki/Ôsaka/Kyôto |
| 2          | ▆JR Kôbe | Amagasaki/Ôsaka/Kyôto |
| 3          | ▆JR Kôbe | Himeji/Sannomiya      |
| 4          | ▆JR Kôbe | Himeji/Sannomiya      |

## Gares/Stations adjacentes
| JR West        |                               |                               |                               |                 |
| Direction Kôbe | Ligne Tōkaidō (Ligne JR Kôbe) | Ligne Tōkaidō (Ligne JR Kôbe) | Ligne Tōkaidō (Ligne JR Kôbe) | Direction Ôsaka |
| Pas de service |                               | Special Rapid Service 新快速  |                               | Pas de service  |
| Rokkōmichi     |                               | Rapid Service 快速            |                               | Ashiya          |
| Rokkōmichi     |                               | Local 普通                    |                               | Settsu-Motoyama |

## Intermodalité
On trouvera également dans le périmètre immédiat de la gare, la station de Sumiyoshi pour la ligne Rokkō Island (station R01).